# Pan Tianshou
Pan Tianshou (ur. 14 marca 1897 w Ninghai, zm. 5 września 1971 w Hangzhou) – chiński malarz, reprezentant malarstwa w stylu narodowym (guohua), kaligraf, rytownik pieczęci i znawca sztuki.

## Życiorys
Pochodził z prowincji Zhejiang, urodził się w rodzinie chłopskiej. Był samoukiem, malarstwa nauczył się samodzielnie studiując klasyczny podręcznik Jieziyuan huapu. Ukończył szkołę pedagogiczną w Hangzhou i początkowo pracował jako nauczyciel. W 1919 roku uczestniczył w wydarzeniach Ruchu 4 Maja. W 1923 roku przeprowadził się do Szanghaju, gdzie był nauczycielem w szkole żeńskiej oraz wykładowcą na akademii sztuki. W 1927 roku wyjechał do Hangzhou, gdzie objął posadę wykładowcy nowo utworzonej akademii sztuki, w latach 1944–1947 był jej rektorem. W 1929 roku odbył podróż do Japonii. W 1959 roku ponownie objął funkcję rektora akademii sztuki w Hangzhou. Zwolniony z zajmowanego stanowiska po wybuchu rewolucji kulturalnej w 1966 roku, jako przeciwnik socrealizmu stał się celem ataków prasowych, a jego twórczość poddano krytyce. Zrehabilitowany pośmiertnie w 1979 roku.
Tworzył głównie krajobrazy, inspirowane twórczością Wu Changshou, Wang Zhena i Huang Binhonga. Ceniono także jego kaligrafie.